# ウィジングズ

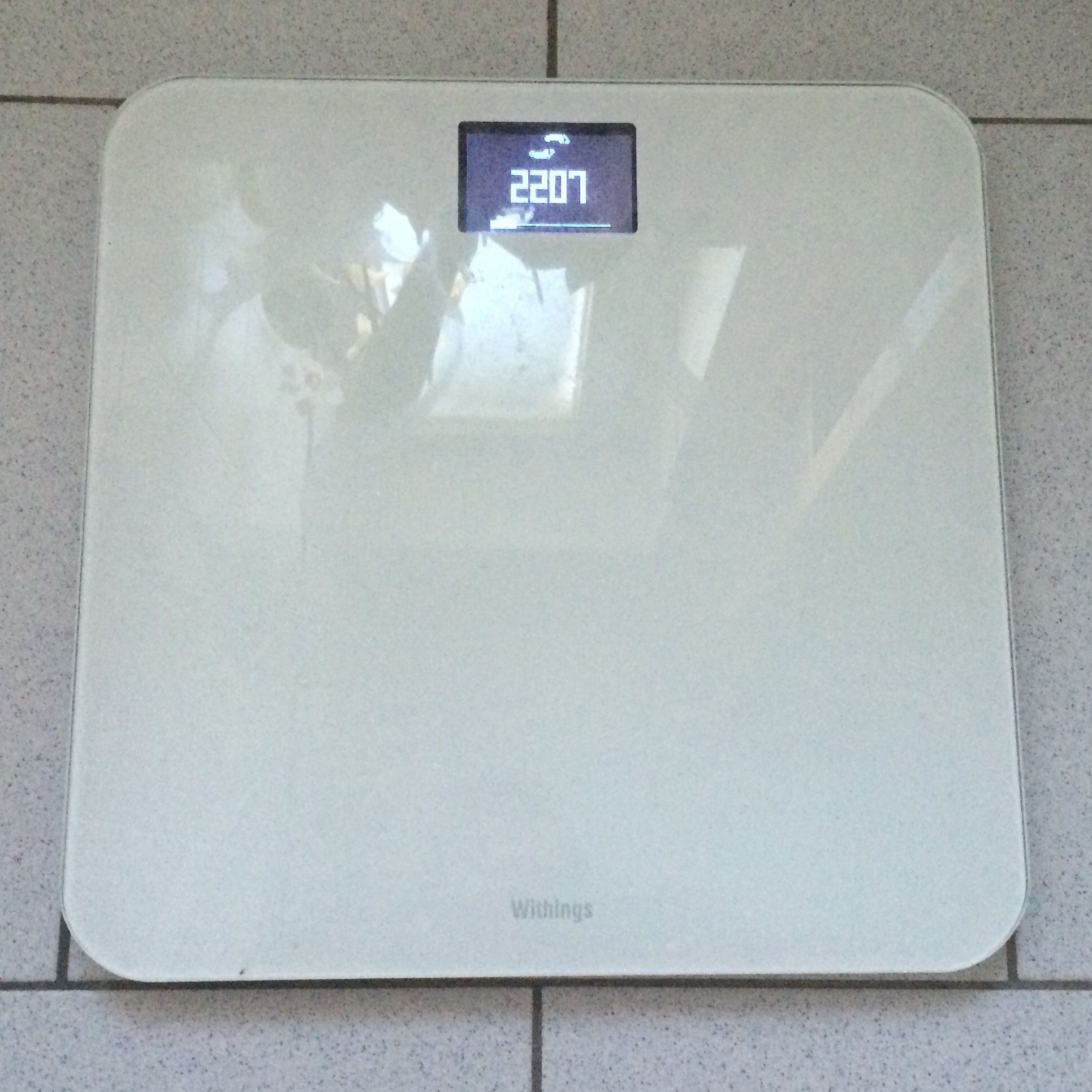
ウィジングズ製の体重計WS30

ウィジングズ（フランス語: Withings）とはフランスのイシー＝レ＝ムリノーに本社を置くコンシューマエレクトロニクスメーカーで、2008年6月にパリ近くでインヴェンテルやスカルプテオを共同設立したエリック・キャリール、サーパックを共同設立したフレデリック・ポッター、セドリック・ハッチングスの技術、通信業界の取締役3人が設立した。モノのインターネットの一環としてインターネット接続の製品を手がけている。2013年7月にビピフランス(Bpifrance)、イディンヴェスト・パートナーズ、360キャピタルパートナーズ、ヴェンテックから3,000万ドルの投資を受けた。2016年5月、ノキア社に1億7千万ユーロで買収された。
2017年2月にノキアがウィジングズを夏頃までに統合すると発表。ウィジングズ・ブランドはノキアへと名前を変えた。
2018年5月、共同設立者のエリック・キャリールが経営権を取り戻し、再度ブランドをWhithingsに戻した。

## WiFi接続体重計
2009年6月に初めての製品としてWiFi接続体重計をフランスで発売、同年9月に米欧で発売した。この体重計は体重と体脂肪率を計測し、Wi-Fiでデータを同社のサイトにアップロードするだけでなくGoogle HealthやMicrosoft HealthVaultといったHealth 2.0サービスやDailyBurnのようなダイエットと運動のサイトを利用することができるが、ユーザーの減量状況をツイートできる機能が技術系メディアに取り上げられた。また、iOS、BlackBerry、Android用のモバイルアプリケーションも提供している。

## その他の製品
2010年9月、ヴェンテックからの初めてのベンチャー投資として3,800万ドルの投資を受け、次期2製品の開発費に充てたことを発表した。
2011年1月、ラスベガスで開催されたコンシューマー・エレクトロニクス・ショーにて第2作目の製品としてiPhone接続ができる血圧計を発表、さらにスマートフォンなどのインターネット接続機器に対応したベビーモニターを2011年11月に欧州で、2012年2月にアメリカ合衆国で発売すると発表した。
2012年1月のコンシューマー・エレクトロニクス・ショーでは新製品として世界初の赤ちゃん・幼児用インターネット対応体重計(Baby and Toddler Scale)を発表、この体重計はCES Innovations Awardを受賞した。この赤ちゃん用スマート体重計(Smart Baby Scale)は2つの計量構成となっていて、最初は着脱可能な赤ちゃん用バスケットを使って乳幼児の体重を計測、次に赤ちゃん用バスケットを取り外した上で幼児の体重を計測する構成になっている。両親はこの体重計とインターネット接続された端末を使って子供の体重を参照することができる。
2016年1月、コンシューマー・エレクトロニクス・ショーにて額で体温を計測する "Thermo" を発表した。またスマートウォッチの "Go"、"Activite Steel" も発表した。
2020年1月、コンシューマー・エレクトロニクス・ショーにて酸素飽和度（SpO2）や心電図の計測や心房細動の警告が可能となるスマートウォッチの新作 "ScanWatch" を発表した。同年8月に1000本限定販売を実施し、同年9月より欧州にて販売を開始した。

## 受賞
- 2013年、新製品のウィジングズ・パルスがフューチャー・アン・セーヌのデザインアワードを受賞。
- CES 2012で赤ちゃん・幼児用インターネット対応体重計がイノベーションアワードを受賞。
- CED 2011でスマートベビーモニターが健康電子機器部門のイノベーションアワードを受賞[20]
- スマートベビーモニターはiLoungeによるCES Best of Show 2011のファイナリストにも選出された[21]。
- 2010年11月、スマートベビーモニターがフランスのAgence pour la Promotion de la Création Industrielle (APCI)によるEtoile de l'Observeurデザインアワードを受賞[22]。
- 2010年5月、It'Nightの健康部門で受賞[23]。

## 競合
直接的な競合企業にeScaleというWi-FiではなくGSMを使用してインターネット接続する体重計を販売しているボディトレースで、その他iPhone接続に完全対応する血圧計を販売しているiHealthも競合企業である。Fitbitもインターネット接続体重計やウィジングズのパルスと機能が似ているディファレントトラッカーといった複数の健康関連製品を発売しており、自社製アプリケーションはウィジングズ製品とデータ交換ができる。さらに同じく競合相手になっているQardioは血圧計やウェアラブルECGモニターといった、用途を1つに絞った製品やアプリケーションを開発している。